# Irja Rannikko
Irja Rannikko (16 de agosto de 1912 – 14 de abril de 1986) fue una actriz teatral, cinematográfica y televisiva finlandesa.

## Biografía
Su nombre completo era Irja Mirjam Rannikko, y nació en Pori, Finlandia. En sus inicios fue actriz teatral en su ciudad natal, así como en el Helsingin Työväen Teatteri y en el Helsingin Ympäristöteatteri. Más adelante trabajó también en funciones de vestuario y apuntadora en el Teatro Nacional de Finlandia.
En su vertiente cinematográfica, actuó en un total de 78 producciones, habitualmente en papeles de reparto. Entre las películas más relevantes de la actriz figuran Kersantilleko Emma nauroi? (1940), Hei, rillumarei! (1954) y Laivaston monnit maissa (1954), así como diferentes cintas de la serie de Pekka Puupää.
Por su trabajo en la película Houkutuslintu, en el año 1946 fue galardonada con el Premio Jussi.
Irja Rannikko falleció en Helsinki, Finlandia, en el año 1986.

## Filmografía
- 1936 : Tee työ ja opi pelaamaan
- 1939 : Kaksi Vihtoria
- 1940 : Kersantilleko Emma nauroi?
- 1940 : Ketunhäntä kainalossa
- 1940 : Ryhmy ja Romppainen
- 1943 : Maskotti
- 1945 : Vain sinulle
- 1946 : Houkutuslintu
- 1947 : Sisulla ja sydämellä
- 1948 : Keittiökavaljeerit
- 1948 : Pontevat pommeripojat
- 1949 : Vain kaksi tuntia
- 1949 : Kanavan laidalla
- 1949 : Orpopojan valssi
- 1952 : Rikollinen nainen
- 1953 : Lentävä kalakukko
- 1953 : Pekka Puupää
- 1953 : Senni ja Savon sulttaani
- 1953 : Kuningas kulkureitten
- 1953 : Alaston malli karkuteillä
- 1954 : Niskavuoren Aarne
- 1954 : Hei, rillumarei!
- 1954 : Mä oksalla ylimmällä
- 1954 : Minä soitan sinulle illalla
- 1954 : Laivaston monnit maissa
- 1954 : Laivan kannella
- 1955 : Pekka ja Pätkä puistotäteinä
- 1955 : Helunan häämatka
- 1955 : Pastori Jussilainen
- 1955 : Poika eli kesäänsä
- 1956 : Riihalan valtias
- 1956 : Lain mukaan
- 1956 : Juha
- 1956 : Muuan sulhasmies
- 1957 : Pikku Ilona ja hänen karitsansa
- 1957 : Musta rakkaus
- 1957 : Rakas varkaani
- 1957 : 1918
- 1957 : Pekka ja Pätkä salapoliiseina
- 1957 : Vihdoinkin hääyö
- 1958 : Autuas eversti
- 1958 : Pieni luutatyttö
- 1959 : Vatsa sisään, rinta ulos!
- 1960 : Lumisten metsien tyttö
- 1960 : Kankkulan kaivolla
- 1960 : Komisario Palmun erehdys
- 1960 : Opettajatar seikkailee
- 1960 : Myöhästynyt hääyö
- 1960 : Molskis, sanoi Eemeli, molskis!
- 1961 : Tähtisumua
- 1961 : Tulipunainen kyyhkynen
- 1961 : Toivelauluja
- 1961 : Olin nahjuksen vaimo
- 1961 : Tyttö ja hattu
- 1961 : Miljoonavaillinki
- 1961 : Oksat pois...
- 1961 : Kuu on vaarallinen
- 1961 : Kertokaa se hänelle...
- 1961 : Me
- 1962 : Pikku suorasuu
- 1962 : Taape tähtenä
- 1962 : "Ei se mitään!" sanoi Eemeli
- 1962 : Hän varasti elämän
- 1962 : Naiset, jotka minulle annoit
- 1962 : Luottamuksella (TV)
- 1963 : Päivä Linnanmäellä
- 1963 : Turkasen tenava!
- 1963 : Teerenpeliä
- 1963 : Perhe-elämää (TV)